# 张继修
张继修（1922年—2003年），男，山东掖县人，中国武术运动员、教练，曾任中国武术协会委员。在“中华武林百杰”评选活动中被评为十大武术名师。